# ارتش شینسه

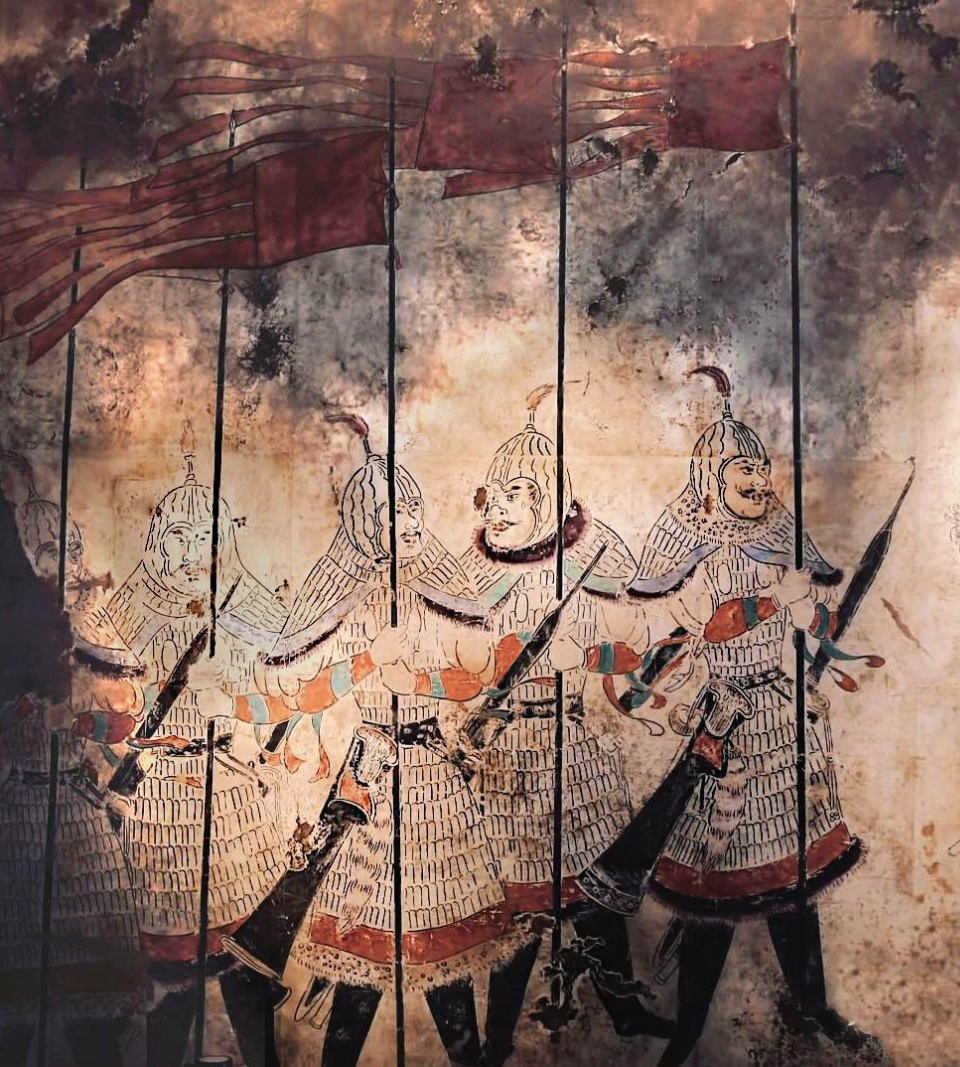
نقاشی دیواری معاصر از سربازان گارد امپراتوری

ارتش شینسه (چینی ساده‌شده: 神策军; چینی سنتی: 神策軍; پین‌یین: Shéncè Jūn; ت.ت. 'ارتش راهبرد الهی') یک تشکیل نظامی از دودمان تانگ بود که در ۷۵۴ توسط شوان زونگ اول تأسیس شد. مستقر در چانگ‌آن، هسته اصلی گاردهای امپراتوری (سلسله تانگ) را تشکیل می‌دهد، یک تشکیلات نظامی نخبه که مسئولیت حفاظت از امپراتور را بر عهده دارد. فرماندهی ارتش شینسه در اصل به جیدوشی شهرستان لونگیوو، Geshu Han داده شد. ارتش شینسه که مقر آن در غرب شهرستان لینتاو در گانسو در موهوان چوان بود، از مرز تانگ غربی نزدیک به پایتخت در برابر امپراتوری تبت دفاع می‌کرد و نقشی محوری به عنوان ابزاری از  خواجه‌ها در برقراری و حفظ کنترل نظامی تانگ داشت.
یکی از ارتش‌هایی که مستقیماً تحت فرمان امپراتور سلسله تانگ در چین قرار داشت. در اصل یک ارتش محلی مستقر در شمال غربی بود، اما در طول شورش آن لوشان به داخل کشور منتقل شد و هسته اصلی ارتش امپراتوری شد و جایگزین ارتش مرکزی ویران شده شد و در نهایت به دو ارتش چپ و راست سازماندهی شد. یک خواجه همیشه فرمانده کل ارتش شینسه می‌شد و به عنوان ستوان ارتش شینسه نامیده می‌شد. یازدهمین امپراتور، شیان زونگ، این قدرت را تقویت کرد و از آن برای سرکوب مقامات نظامی ضد تانگ استفاده کرد و دوره ای از ثبات را برای سلسله تانگ آغاز کرد. گفته می‌شود که در اوج خود، ۱۵۰۰۰۰ نیروی نظامی داشت.